# نظریه دوشاخگی

رخساره فاز نمایشگر دوشاخگی نقطه زینی

نظریه دوشاخگی (به انگلیسی: Bifurcation theory) یا نظریه انشعاب به مطالعه ریاضیِ تغییرات کیفی یا توپولوژیکی ساختار حوزه‌هایی مانند منحنی‌های انتگرالِ میدان برداری و حل معادله دیفرانسیل می‌پردازد. نظریه دوشاخگی در بررسیِ سیستم پویا کاربرد دارد. هنگامی که یک تغییر کوچکِ نرم، منجر به تغییر در رفتار سامانه شده و یک دوشاخگی ناگهانیِ کیفی یا تغییر از نظر توپولوژی اتفاق می‌افتاد.

## دوشاخگی در سیستم گسسته و پیوسته
دوشاخگی هم در سیستم‌های پیوسته که به وسیلهٔ معادله دیفرانسیل با مشتقات پاره‌ای توضیح داده می‌شوند و هم در سیستم گسسته که توسط نگاشت نشان داده می‌شوند.
توصیف این پدیه با مفهوم دوشاخگی برای نخستین بار توسط آنری پوانکاره در سال ۱۸۸۵ مطرح شد. او همچنین انواع گوناگون نقطه مانا را توضیح داده و طبقه‌بندی کرد.

## تعریف
سیستم گسسته، سیستمی است که متغیر حالت در آن تنها در مجموعه‌ای از نقاط گسسته زمان تغییر می‌کند. سیستم پیوسته سیستمی است که متغیر حالت در آن به صورت پیوسته طی زمان تغییر می‌کند.